# Gehyra papuana
Espèce
Synonymes
- Gehyra lampei Andersson, 1913

Gehyra papuana est une espèce de geckos de la famille des Gekkonidae.

## Répartition
Cette espèce est endémique de Nouvelle-Guinée.
Sa présence est incertaine aux Palaos et aux îles Mariannes.

## Publication originale
- Meyer, 1874 : Eine Mittheilung von Hrn. Dr. Adolf Meyer über die von ihm auf Neu-Guinea und den Inseln Jobi, Mysore und Mafoor im Jahre 1873 gesammelten Amphibien. Monatsberichte der Koniglichen Preussischen Akademie der Wissenschaften zu Berlin, vol. 1874, p. 128-140 (texte intégral).